# الإسلام في بوتسوانا

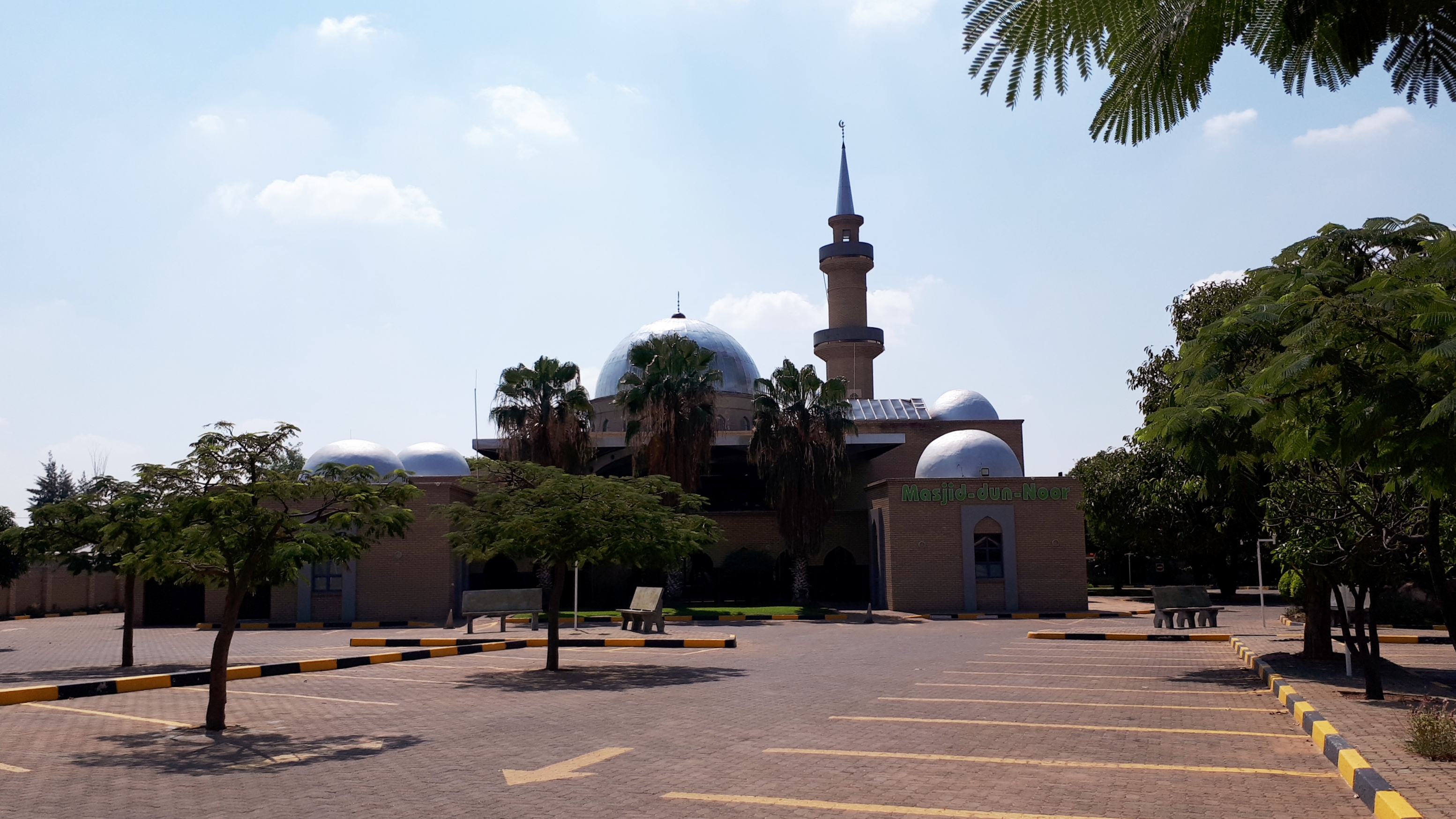
مسجد دون نور، غابورون، بوتسوانا

الإسلام هو دين أقلية في بوتسوانا البلد الذي يشكل أغلبيته المسيحيون. جاء الإسلام إلى البلاد عن طريق المهاجرين المسلمين من جنوب آسيا الذين استقروا في المنطقة خلال الحكم الاستعماري البريطاني. وفقًا لتعداد عام 2001، يوجد حوالي 5000 مسلم في بوتسوانا، وهو ما يمثل أقل من 1٪ من السكان. العلاقات بين المجموعات الدينية المختلفة تظل سلمية وودية على الرغم من تصاعد التوترات بين الأديان في أجزاء أخرى من أفريقيا.
يقدر عدد الشيعة في بوتسوانا بما يتراوح بين واحد وثلاثة بالمائة من إجمالي السكان المسلمين في بوتسوانا. وفقًا لمركز بيو للأبحاث فإن هذه النسبة أقل من واحد في المائة بينما وفقًا لجمعية أهل البيت العالمية يبلغ عدد الشيعة في بوتسوانا حوالي 2 بالمائة من إجمالي السكان المسلمين في بوتسوانا.

## التاريخ
كان المسلمون الهنود أول جالية إسلامية تصل لبوتسوانا في تسعينيات القرن التاسع عشر. اقتصرت السلطات الاستعمارية على هؤلاء المسلمين الهنود في المناطق الحضرية. في غضون فترة وجيزة أنشأ المسلمون مراكز إسلامية في المركز الحضرية في البلاد.
بدأ مسلمو مالاوي في الهجرة إلى في فرانسيستاون في حوالي الخمسينيات من القرن الماضي. هاجروا بشكل أساسي من أجل فرص عمل مثل التعدين. تعتبر غابورون اليوم قلب الإسلام البوتسواني حيث بني مسجد حديث في عام 1982. وتوجد عدة هيئات إسلامية في بوتسوانا من بينها: المجلس الإسلامي في بتسوانا وحركة الشباب المسلم.
أعلن الرئيس البوتسواني إيان خاما في 2008 في خطاب له أن حكومته بصدد إعداد مسودة قانون يسمح بذبح الحيوانات والطيور دون التقيد بشرط الذبح على الطريقة الإسلامية.